# Дуванов, Юрий Юрьевич
Юрий Юрьевич Дуванов (род. 25 марта 1953, Бабушкин, Московская область, РСФСР, СССР) — советский и российский актёр театра и кино, заслуженный артист Российской Федерации (1999).

## Биография
Родился 25 марта 1953 года.
После окончания средней школы окончил Московское театральное училище имени М. Щепкина (1974 год, курс М. И. Царёва).
С 1974 года — актёр Московского драматического театра имени К. С. Станиславского (ныне — Электротеатр Станиславский).

## Признание и награды
- заслуженный артист Российской Федерации (1999)[1][2]
- благодарность мэра Москвы (2024)[4]

## Творчество

### Роли в театре

#### Московский драматический театр имени К. С. Станиславского→Электротеатр Станиславский
- Продавец дождя — Джим
- Царевна-лягушка — Иванушка-дурачок
- Иванов (А. П. Чехова) — Шабельский
- Полонез Огинского — Иван
- Улица Шолом-Алейхема, д. 40 — Фёдор Петрук
- Ещё не вечер — Сергей
- Четыре допроса — Корольков
- Собачье сердце (М. А. Булгакова) — доктор Борменталь
- Мещанин-дворянин (Мольера) — учитель танцев
- Мужской род, единственное число — Френк Хардер
- Трах-бах, или Юбилей у Чарли — Эрни Кьюзак
- Завещание по-итальянски — Луиджи
- Английская рулетка — Ричард и Данкен

#### Театр «Модерн-опера»
- История Солдата — Солдат

#### Театр Луны
- Сны взрослого Робинзона — Робинзон

### Фильмография
1. 1975 — Долгие вёрсты войны — Климчук
2. 1975 — Победа присуждается…
3. 1975 — О чём не узнают трибуны — Борис Малейнов, юный талантливый боксёр
4. 1975 — Родины солдат — Воронов
5. 1976 — Всё дело в брате — Андрей Калиткин
6. 1979 — Родное дело — Василий
7. 1980 — Жизнь моя — армия
8. 1980 — К кому залетел певчий кенар — Володя Максимов
9. 1980 — Ожидание — Серёжа
10. 1981 — Шофёр на один рейс — Петя Артюхин, студент-музыкант, учится на композиторском факультете
11. 1983 — Весна надежды — Володя
12. 1983 — Карантин — папа
13. 1983 — Торпедоносцы — Веселаго
14. 1985 — Воскресный папа — Дмитрий Дмитриевич Сергеев, врач, отец Алёши
15. 1985 — Жил отважный капитан — Андрейчук
16. 1985 — Перед самим собой — Никитин
17. 1986 — Была не была — Юрий Николаевич Колесников, учитель физики, школьный руководитель художественной самодеятельности
18. 1988 — Новоселье в старом доме (фильм-спектакль) — Игорь Лагутин
19. 1990 — Однажды вечером (короткометражный)
20. 1990 — Неизвестные страницы из жизни разведчика — Пётр Ильич Халязин
21. 1992 — Идеальная пара (Россия, Украина) — Виктор
22. 1994 — Мастер и Маргарита — сотрудник ГПУ
23. 1995 — Трое. Любовная история конца XX века
24. 1998 — Не послать ли нам… гонца? — Алексей, новый русский
25. 2003 — Стилет — Виноградов
26. 2004 — Чужой беды не бывает
27. 2004 — Дальнобойщики 2 (3-я серия «Чужой беды не бывает») — капитан милиции
28. 2005 — Жизнь — поле для охоты — Павел Петрович Строков, подполковник из МУРа
29. 2008 — Трое с площади Карронад — капитан второго ранга
30. 2008 — Дети белой богини — Виктор Михайлович Кашин, доктор
31. 2008 — Хиромант 2 — Владимир Доброхотов, врач, следящий за Катей и Ларисой
32. 2011 — Лесник — Дмитрий Орлов, муж Татьяны
33. 2011 — Срочно в номер 3 — Евгений Лимонов, муж убитой женщины
34. 2013 — Склифосовский 3 — Игорь Борисович Гриневич, орнитолог
35. 2014 — Братаны 4 — Черников, отец Вики
36. 2015 — Всё только начинается — Борис (Бэримор), муж Дины
37. 2022 — Безумный ангел Пиноккио